# 1789年弗吉尼亚州第五国会选区选举
1789年2月2日，弗吉尼亚州第五国会选区举办首次联邦众议员选举，当选议员任期两年，同年3月4日开始。此次选举的候选人后来都当上美国总统，这种情况还从未重现。竞选主要议题是候选人认为是否需要对刚刚批准的《美国宪法》提出修正案（即权利法案），最终詹姆斯·麦迪逊战胜詹姆斯·门罗入选首届国会的联邦众议院。
弗吉尼亚州议会包括前州长帕特里克·亨利在内的反联邦党人反对弗吉尼亚州批准《美国宪法》，想让极力支持宪法的麦迪逊当不上国会议员。他们已经在州议会推举他人当选弗吉尼亚州首批联邦参议员，只需在众议员选举再下一城。反联邦党人推举年轻但经验丰富的政治家门罗，他还是独立战争英雄，在1776年特倫頓戰役身负重伤。门罗本来无意竞争，但一参选便积极竞选。弗吉尼亚州此时天寒地冻，两名候选人坚持在户外辩论，麦迪逊一度在辩论会冻伤面部。
麦迪逊此前曾表示没有必要制订宪法修正案，但竞选期间他改变立场，只坚持由国会提出修正案，而不是像门罗和亨利等反联邦党人主张的那样由各州推动修宪大会。麦迪逊最终在总统当选人乔治·华盛顿等支持者的掌声中轻松获胜。竞选没有影响两位候选人的友谊，门罗1790年当选联邦参议员，还曾在麦迪逊当总统期间任国务卿，后在1817年继任麦迪逊的总统职位。

## 背景
詹姆斯·麦迪逊1751年3月26日生于弗吉尼亚州乔治王县康威港（Port Conway）附近的贝尔格罗夫（Belle Grove）种植园，在父母位于奥兰治县的蒙特利埃庄园长大，年纪轻轻便涉足政治，23岁就进入当地安全委员会，还是1776年第五届弗吉尼亚议会的奥兰治县代表。他在弗吉尼亚殖民地评议会工作期间和总督托马斯·杰斐逊结为好友，两人的友谊持续终生。接下来他又入选第二次大陆会议，是会上最年轻的代表。此后多年间他极力主张各州建立更加紧密的联系，1784年返乡后他又当上弗吉尼亚州众议员（弗吉尼亚州议会下议院成员），协助阻止帕特里克·亨利征税支持基督教的计划。麦迪逊是1787年费城制宪会议的弗吉尼亚州代表，与他人一起说服乔治·华盛顿将军担任大会主席，为大会制订建立新政府的计划打下道德基础。大会以他创作的弗吉尼亚方案为基础制订《美国宪法》，为建立联邦政府奠定基石。
詹姆斯·门罗1758年4月28日生于弗吉尼亚州威斯特摩兰县，父亲斯彭斯·门罗（Spence Monroe）和母亲伊丽莎白·琼斯·门罗（Elizabeth Jones Monroe）是富裕的种植园主，但1774年詹姆斯进入威廉與瑪麗學院时两人都已去世。1776年初，门罗加入弗吉尼亚民兵并当上大陆军军官，同年就在特倫頓戰役身负重伤。1779年离开大陆军后他当上民兵上校。美国独立后，他向杰斐逊学习法律，1782年入选州众议院，1783年又到纽约参加邦联议会，力图扩大邦联议会权力。
1784年，杰斐逊告知麦迪逊，门罗想和他通信，两人的友谊一直持续到1831年门罗辞世。两人都是弗吉尼亚州批准美国宪法大会代表但立场相反，门罗等反对派认为宪法建立的中央政府太过强大，许多人想召开第二次制宪会议为政府权力设限，但最后的投票结果还是麦迪逊等人占优，弗吉尼亚州于1788年6月25日批准宪法。门罗和杰斐逊一样，认为需要增加权利法案保护基本自由免遭新政府侵害。

## 推举候选人

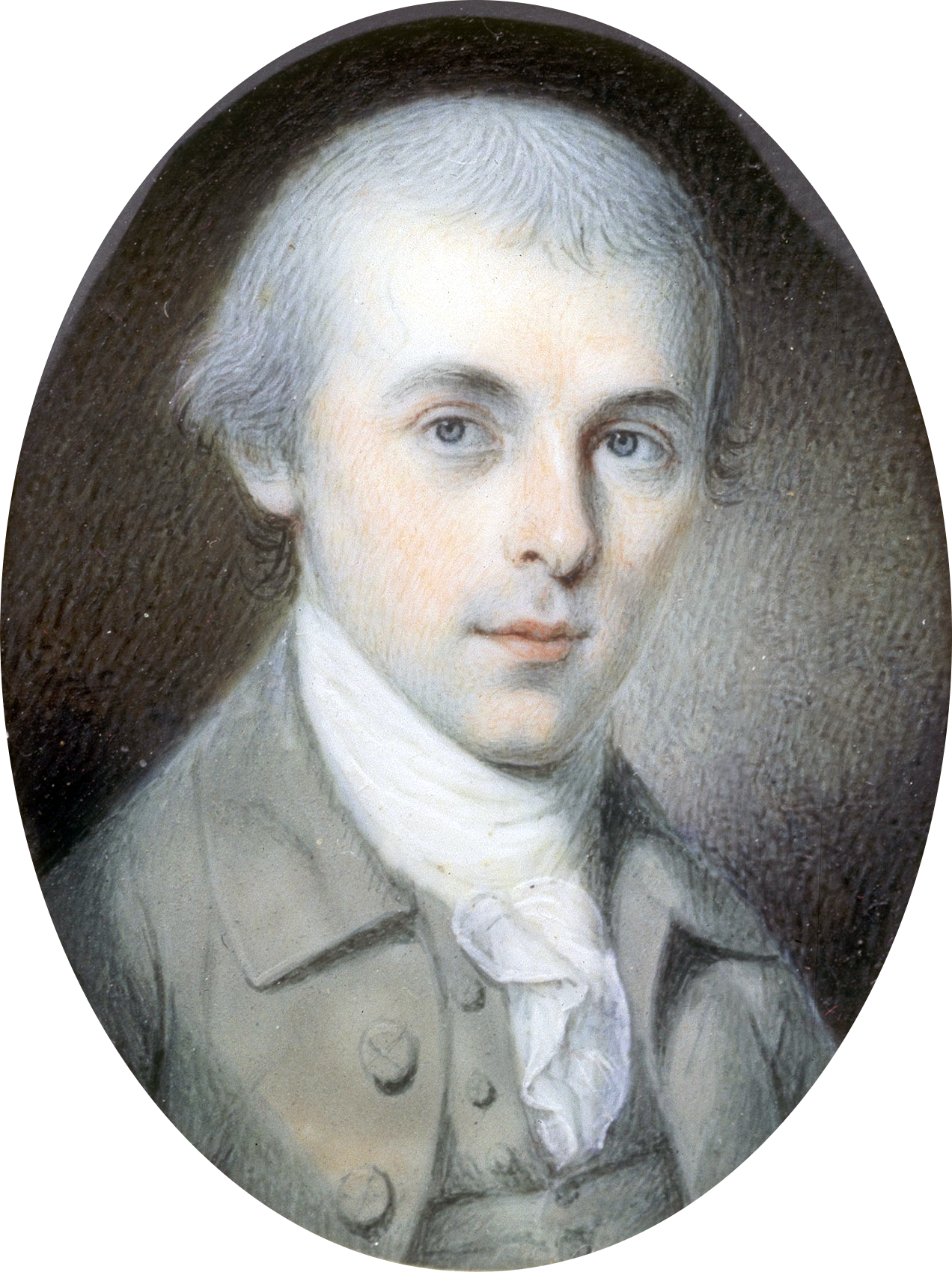
1783年麦迪逊画像，查尔斯·威尔逊·皮尔作

弗吉尼亚州选民推举代表召开大会决定是否批准《美国宪法》，所以这不是1788年弗吉尼亚州议会选举的主要议题。但同年十月州议会开会后，大部分议员都是反联邦党人，其中又以爱德华王子县众议员亨利为首。亨利对反联邦党人在批准大会失利耿耿于怀，认为麦迪逊不会推动宪法修正案，哪怕推动也只会出工不出力。10月31日，州议会推举麦迪逊连任邦联国会议员，但新的联邦政府马上就要成立，邦联政府届时都不复存在。亨利此举的意图尚无定论，部分历史学家认为他想让麦迪逊呆在纽约，远离选举联邦国会议员的弗吉尼亚州。克里斯·德罗斯（Chris DeRose）认为，麦迪逊之所以接受连任就是因为他自信无需竞选也能赢，所以前往纽约上任，届时新国会也是在此召开。联邦党人宣称，反联邦党人想要避免联邦政府成立，如阻止国会选举和选举人团的必要法案通过，但事实并非如此，反联邦党人决定推举自家派系进入国会和选举人团。
新宪法规定每州的两名联邦参议员由州议会选举，直到1913年第十七条修正案生效后才改为普选。弗吉尼亚州议会的联邦党人不占多数，但麦迪逊还是设法争取联邦参议员提名。亨利提名的理查德·亨利·李和威廉·格雷森（William Grayson）都是反联邦党人，联邦党人推举的只有麦迪逊。亨利在州议会宣称，麦迪逊“不值得人民信任”，如果让他当选，“各地终将血流成河”。最后亨利推举的两人当选，李获98票，格雷森86票，麦迪逊以77票败北。

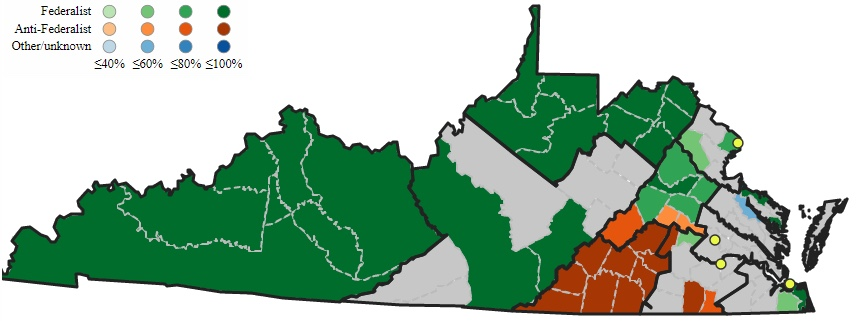
1789年弗吉尼亚州国会选区。当时的弗吉尼亚州包括现肯塔基州和西弗吉尼亚州，第五选区位于全部是褐色（即选民基本都是反联邦党人）的第六选区正上方

接下来州议会开始把全州划分成多个国会选区。麦迪逊的故乡奥兰治县与其他七个县组成选区，其中五个县参加批准宪法大会的代表投下反对票，奥兰治县和另一个县支持，还有一个县的代表投票立场不一。州议会要求各选区的候选人必须住在该区，联邦宪法中没有这样的规定。福基尔县无论地理还是经济上都和奥兰治县关系密切，而且支持通过宪法，但联邦党人势单力孤，该县被排除在麦迪逊的选区外。有观点认为亨利精心设计选区组成确保麦迪逊当不上国会议员，但托马斯·罗杰斯·亨特（Thomas Rogers Hunter）的期刊文章有不同看法，他在研究后认为“该选区非常紧凑，四面八方都是自然地貌隔断。简单地说，帕克里克·亨利并未企图以傑利蠑螈手段阻止詹姆斯·麦迪逊参加首届联邦国会。”弗吉尼亚州第五国会选区包含以下八个县：阿尔伯马尔县、阿默斯特县、庫爾佩珀縣、弗卢万纳县、古奇兰县、路易莎县、奥兰治县和斯波特夕法尼亚县。这些县后来还分割出新县，所以第五选区还包括如今的格林县、麦迪逊县、纳尔逊县和拉帕汉诺克县。
长期代表庫爾佩珀縣的法兰奇·斯特罗瑟（French Strother）在宪法批准大会上投下反对票，但他谢绝与麦迪逊竞争的邀请。阿姆斯特县的威廉·卡贝尔（William Cabell）也曾是反联邦党人的考虑人选，但最终选择的是门罗，斯特罗瑟和卡贝尔都表态支持门罗。门罗是斯波特夕法尼亚县居民，他本不愿和朋友麦迪逊竞争，舅舅约瑟夫·琼斯（Joseph Jones）也建议他不要去，但估计是在亨利与喬治·梅森等反联邦党人鼓动下改变主意。门罗投身革命战争的经历及从政生涯都是竞选卖点，他在选举结束后致信杰斐逊：“那些认为我在公共事业中表现尚入法眼的人促请我挺身而出加入首届政府，我不应错过尽微薄之力的机会为政府缺陷提出修正案，也不应该让那些信赖我的人失望”。门罗一方面不愿参选，另一方面又对光荣的为民服务事业充满雄心和渴望。正如为他立传的蒂姆·麦格拉思（Tim McGrath）所言：“他的确不想和朋友竞争，但又有谁能拒绝帕特里克·亨利呢？”戴维·斯图尔特（David O. Stewart）探讨麦迪逊重要人际关系的著作提出不同看法：“或许问题没那么复杂：门罗在是否修订、何时修订、又如何修订宪法方面不同意麦迪逊的立场，他就是觉得能赢得选举”。
门罗参选足以引起华盛顿忧虑：“如果麦迪逊在奥兰治县所属选区的命运与州议会一样，那我实在会感到遗憾，而且在我看来这完全有可能”。其他人倒没那么紧张，纽约的亚历山大·汉密尔顿致信麦迪逊表示，选举失利还可以进入行政机构。联邦党人亨利·李也在信中称：“我很高兴你没入选参议院，希望下议院也一样，这样你就有资格进入行政部门，正好有适合位置”。不过，亨利·李还是觉得麦迪逊会赢，门罗不过是“绣花枕头”。前邦联议员爱德华·卡林顿（Edward Carrington）告知麦迪逊无需另寻选区参选，称第五选区“每个县都有很多积极支持你的人”，而且“有充分理由相信您可以在故乡顺利入选”。麦迪逊不喜欢竞选，但也知道必须这样才能赢。第五选区这场选举至今还是史上唯一一次两位未来美国总统打擂台的国会选举。

## 议题

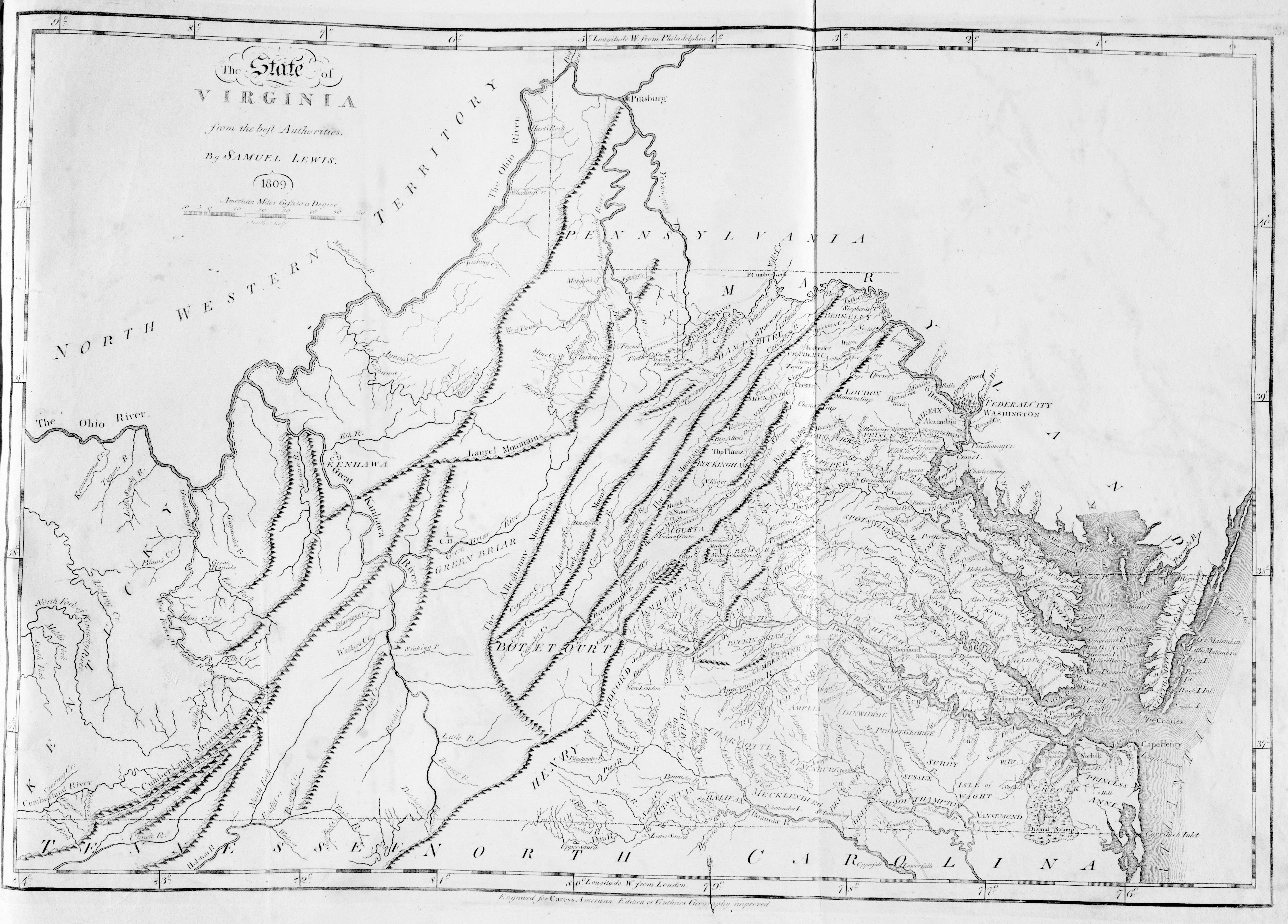
显示各县方位的1809年弗吉尼亚州地图

《权利法案》是此次竞选期间的首要议题。麦迪逊认为联邦政府权力有限，无论从任何角度来说都应该让新政府先运转些许时日，然后再修订宪法，所以不必马上提出修正案。但竞选时采如此立场无异政治自杀，他也明白许多人支持这种修正案。麦迪逊认为修正案应由国会提出，与门罗等反联邦党人主张的各州推动修宪大会相比，这样更快、更方便而且更安全。此外，他对这些修正案的实际效力颇感怀疑，觉得不过是“羊皮纸屏障”，要是联邦政府吃了秤砣铁了心地要绕过去，修正案根本无能为力。麦迪逊向选民承诺，一旦当选就会努力确保《权利法案》通过。
门罗不愿在竞选中攻击朋友麦迪逊，但亨利和卡贝尔等支持者没有这种心理负担，他们发布批判麦迪逊的宣传册和信件，声称他支持联邦政府直接向平民克税（麦迪逊支持在宪法中加入这项权力，但只在发生战争等情况时使用），而且宣称宪法已经尽善尽美，不需要任何变更（麦迪逊承认宪法还有瑕疵，但没有马上支持用《权利法案》修订）。麦迪逊过去的立场的确很容易成为攻击目标。
麦迪逊承诺当选后支持《权利法案》，所以双方存在重大分歧的议题只剩直接征税。门罗认为联邦政府不但没必要直接向公民收税，而且这有损美国自由。在他看来，联邦政府可以通过关税、销售公共用地或贷款筹资。麦迪逊对此表示，如果联邦政府无权直接向公民征税，那么就会非常依赖关税，这对缺乏制造业而且严重依赖进口的南方过于不利。他还称，联邦税收能够团结各州，每个州都能因联邦政府的顺利运作获得经济利益。

## 竞选

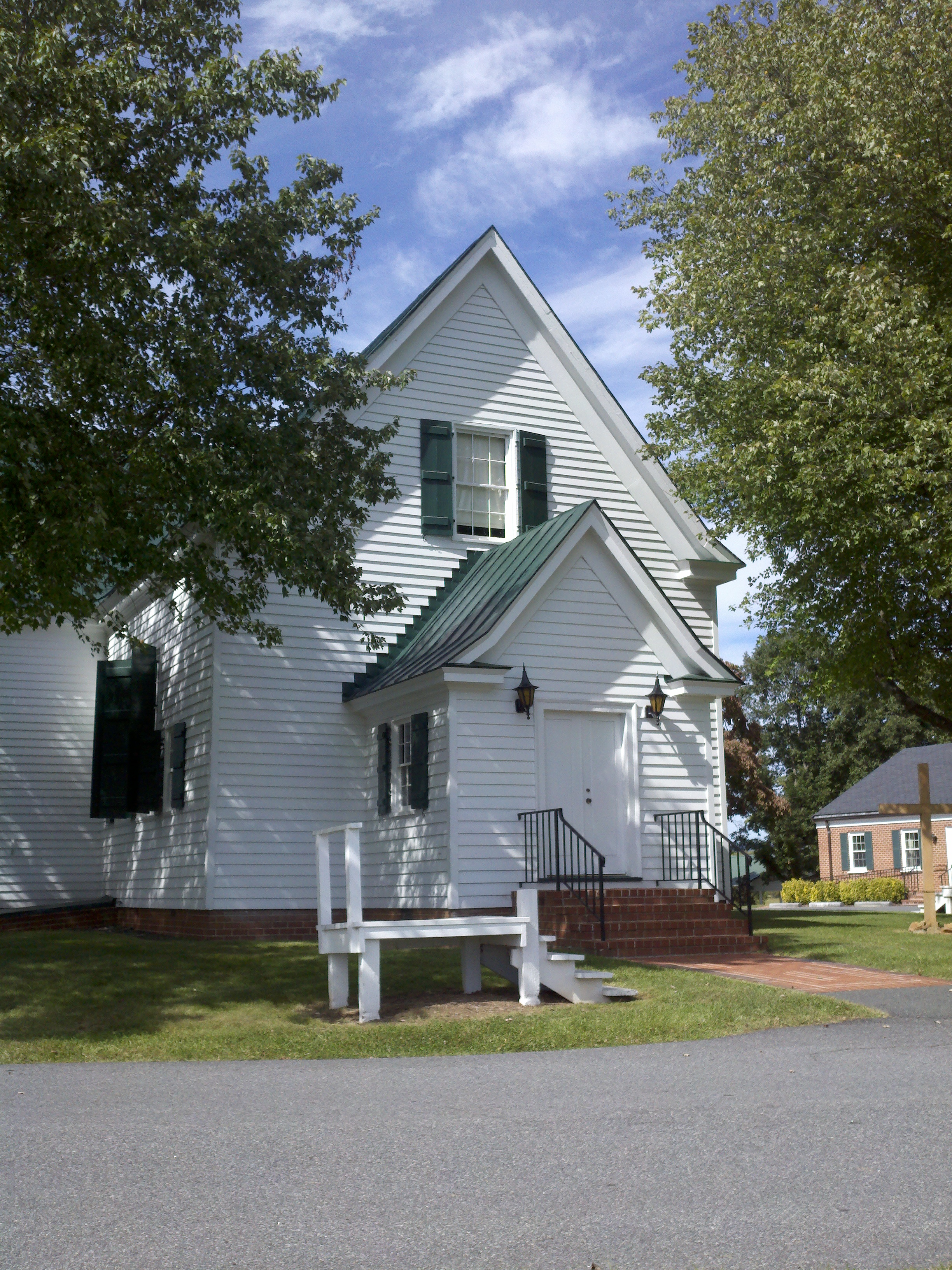
麦迪逊和门罗曾在希伯伦信义宗教堂（图，摄于2012年）外辩论

麦迪逊在纽约为邦联国会事务收尾，弗吉尼亚州部分居民认为州议会限制候选人必须在各自选区居住的要求违宪，为此致信麦迪逊邀请他去其他选区参选，但他谢绝好意，情愿就在自家选区竞选。麦迪逊此时患有严重的痔疮，所以骑马或乘马车回乡都很辛苦。1788年12月8日，他给远在巴黎的杰斐逊写信，称打算回弗吉尼亚州竞选，这一定程度上是因为弗吉尼亚州居民示警，如果不亲自竞选他很可能会输。12月18日，麦迪逊到访华盛顿的維農山莊种植园，停留数天后在圣诞节刚过时回到奥兰治县故居蒙特利埃庄园。此时弗吉尼亚州天气异常寒冷，候选人演讲时气温往往低至冰点，选举日前的周末积雪有25厘米深。
麦迪逊知道演讲上他远远不及亨利，所以写信竞选倡导新宪法；门罗一度措手不及，随后也在信中表达立场。麦迪逊打算给各地德高望重的居民写信争取支持，同时也让他们就地传播或在地方报纸刊登。据德罗斯记载，门罗“狂热地投入竞选，决心四处演讲、八方拜票，与选民打成一片，随心所欲地用笔和社区领袖交流。门罗从竞选第一天就开始不断写信寄给各县知名反联邦党人，再让他们亲自把信转交给预定选民。”斯特罗瑟写信支持门罗，称赞他“正直和能力兼备，为人和蔼可亲……能在这样的重要时刻大力贡献国家”。
1789年1月7日，弗吉尼亚州选民推举投票选出首位美国总统的选举人。弗吉尼亚州可以推举12名选举人，但联邦众议员只有十人，所以选举人的选区和众议员选区不完全相同。第五国会选区有六个县在同一个推举选举人的区内，联邦党和反联邦党各有一人竞选，不过两人都承诺投票支持华盛顿当总统。古奇兰县和路易莎县不在选区内，但新增白金汉县。最后当选的是联邦党人爱德华·史蒂文斯（Edward Stevens），反联邦党并未灰心丧气，在他们看来，史蒂文斯虽然轻取斯波特夕法尼亚县，但深受该县选民爱戴的门罗出马结果肯定不一样。
第五选区的宗教派别以浸信会影响最大，麦迪逊和门罗努力争取支持。浸信会认为《美国宪法》对宗教信仰自由保护不足，麦迪逊于1789年1月2日致信该会神职人员乔治·伊夫（George Eve）表示：“我真心认为应该在第一届国会时提出并推荐各州批准修改宪法，保护所有基本权利，特别是以最大自由度保障宗教信仰自由、新闻自由、陪审团审判权、以及个人及财产安全不受无理搜查和扣押的权利。”伊夫成为麦迪逊的有力拥护者，对阻止门罗的代言人争取浸信会认可作用很大。此外，麦迪逊承诺支持宪法修正案也令大部分反联邦党人的情绪不再那么强烈。
两名候选人保持友好，还约定竞选期间一起上路，在各县法院（就是当时的县政府）下车面对大批民众演讲和辩论。两人明显不同的外形在辩论期间一览无疑，门罗身材高大，满头茂密的棕发，体格类似运动员；麦迪逊相比之下矮小消瘦，发际线明显后退。两人经常一起上路，一起吃饭，晚上甚至睡同一房间。18世纪弗吉尼亚州各县的法院开庭日不尽相同，这天不但是律师和法官辩论、审理案件的日子，也是集市等各种社交聚会的重要机会。竞选期间，往往只有这些日子演讲吸引的听众最多，候选人有时一讲就是几个小时。1月14日，麦迪逊告知华盛顿，竞选活动成效远超预期，除充分利用书信手段外，他还亲自到访庫爾佩珀縣和路易莎县，公开反驳那些不尽不实的针对言论。亨利·李也在三天后给华盛顿写信：“麦迪逊先生进展迅速，但仍深陷质疑和困境。每个县都有知名人士积极支持他，他亲自竞选作用很大，还会越来越大”。
德罗斯认为，两名候选人在库尔佩珀县希伯伦信义宗教堂（今属麦迪逊县境内）外的夜间辩论最具影响。信义宗和浸信会都曾在北美受到迫害，而且为确保影响力也通常保持相同的投票立场。门罗和麦迪逊参加礼拜，随后现场有小提琴音乐提供娱乐。两人和会众走出教堂，就在门前走廊辩论几个小时，会众站在寒风和雪地中聆听。就在这个晚上，麦迪逊的鼻子冻伤。离任总统后，年势已老的麦迪逊经常讲起这个夜晚，然后指着鼻子左侧宣称这是打战留下的疤痕。

## 选举
弗吉尼亚州的选民资格是各选区至少21岁、拥有20公顷未开发土地的白人男子，如果有房子，土地要求可以减半。根据上述标准，第五选区约有5189人有资格投票。
1789年弗吉尼亚州选举时还没有采用无记名投票；选民进入地方法院公开宣布立场，书记员记录在案。县治安官负责管理选举，通常就是没有担任正式治安官职务的资深太平绅士。天气实在寒冷，第五选区部分县的治安官把投票期限延长，以便选民有充足时间赶到县法院。弗吉尼亚州法律没有授权这种做法，但上个月总统选举人投票时也曾这么做。
为争取选票，麦迪逊的支持者派马车到处运送选民前往投票站。他们还从很远的地方带来年势已高的男子，对方听到他人交谈后询问詹姆斯·门罗是不是斯彭斯·门罗的儿子，以前是威斯特摩兰县人。得到肯定答复后，老人宣布要支持詹姆斯·门罗，因为斯彭斯当年对他有一饭一衣一宿之恩，“我根本不认识詹姆斯·麦迪逊”。
投票结束后，治安官在法院大门前宣布结果。统计完整结果需要时间，报纸上刊有部分结果。2月10日，第五选区八个县的治安官在阿尔伯马尔县（选举法所列的第一个县）法院碰头验证结果，麦迪逊以1308票战胜获972票的门罗。
麦迪逊在故乡奥兰治县获216票，门罗只有九票；库尔佩珀县获256票，门罗103票；他还以69和104票优势分别赢得阿尔伯马尔县与路易莎县。麦迪逊非常关注奥兰治县，选举日当天显然就呆在该县，没有像支持者敦促那样前往人口更多的县，他超过门罗的选票数量中有三分之二来自奥兰治县，该县浸信会的大力支持对结果影响举足轻重。即便是阿默斯特县这样的反联邦党人据点，门罗虽以246票胜出，但麦迪逊也得到145票，差距不至太大。此外，门罗以74票优势赢得故乡斯波特夕法尼亚县，21票优势拿下弗卢万纳县，古奇兰县只比麦迪逊多一票。
浸信会支持麦迪逊的重要原因是他一向赞成宗教信仰自由。华盛顿祝贺麦迪逊“在你的选区赢得多数代表认可”。门罗表示：“如果令他落远，我肯定会心中不安”。

## 影响和评价

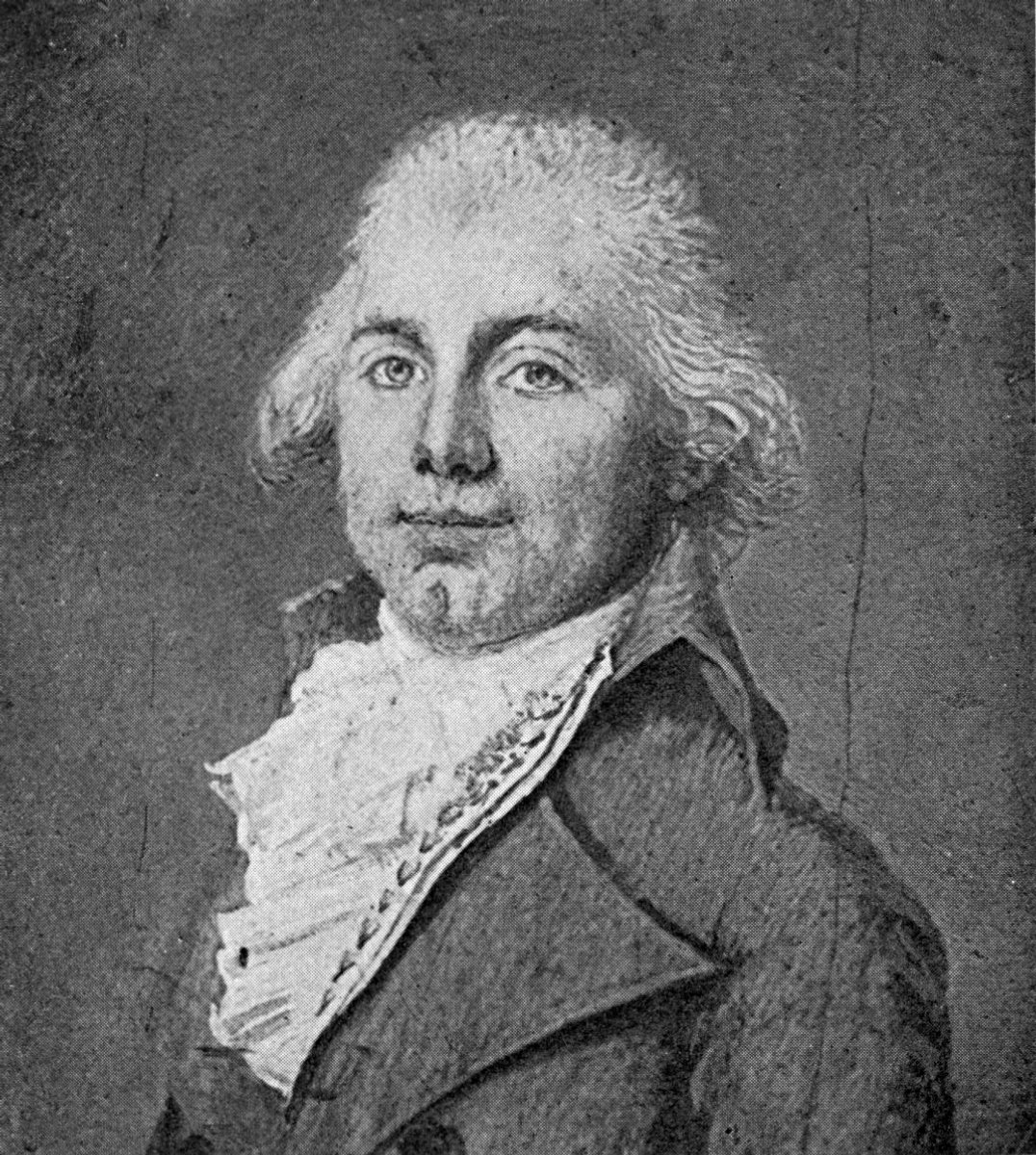
1794年的门罗

麦迪逊在选举过后致信杰斐逊：“门罗上校是我们的朋友，必须与他竞争是我的不幸。选举对我们各自的朋友影响很大，但我相信大家都能把政治和个人观念分开，进而确保我们的友谊所受影响最小。”他还在多年后表示，“或许再也不会有意见分歧的两人如此直接而频繁地竞争，在此期间始终亲切友善相待，在非常振奋的日子见面，向各方人民讲话，而且对待彼此一直没有丝毫恶意”。选举后两人保持友好通信，门罗还为麦迪逊购买四张弗雷德里克斯堡学院（Fredericksburg Academy）彩票，其中一张得奖。斯图尔特对此表示：“门罗刚过而立之年，有的是时间寻找出路，输给大名鼎鼎的麦迪逊不算丢人”。
麦迪逊在联邦众议院提出并引导众多宪法修正案通过，这些修正案便是《权利法案》。他在政府政策领域同华盛顿分道扬镳，改与杰斐逊联盟，推动后者1801年当上总统，他也当上国务卿，然后在1809年接任总统。选举落败后，门罗当律师期间经常上庭辩论，保持在公众视野。1790年格雷森去世后，州议会推举他继任联邦参议员。此后他出任多种公职，包括两任維珍尼亞州州長，1811年麦迪逊提名他担任国务卿。1816年，门罗在大选中获胜，第二年继任麦迪逊总统的职务。
门罗的早期传记作家乔治·摩根（George Morgan）表示：“国会选举成千上万，但如此有趣的别无分店”。亨特认为：“与大部分国会选举相比，这次选举影响重大，如果赢的是门罗，我们最终的宪法框架可能大不相同……没有麦迪逊的不懈努力，如今我们熟知的《权利法案》等12条修正案可能无法在1789年9月首届国会通过再送往各州批准”。哈洛·吉尔斯·昂格（Harlow Giles Unger）为门罗立传时写道：“麦迪逊支持反联邦党人最重大的诉求，承诺在首届国会提出权利法案，向温和派反联邦党人伸出妥协之手，行之有效地把他们与只想阉割新中央政府的帕特里克·亨利等激进派分开”。
德罗斯指出，1789年弗吉尼亚第五国会选举的选举过后，再也没有哪个国会选区居民能找出更优秀的候选人。在他看来，如果反联邦党人门罗胜出，他将无法像联邦党人领袖麦迪逊那样说服国会占多数的联邦党人通过修正案，最终联邦政府的试验将以失败告终。德罗斯还称：“两位开国元勋之间的这场战斗赌注高昂，结果将永远改变这个年轻国家的轨迹”。

## 结果
| 党派 | 党派       | 候选人        | 得票数 | 百分比 |
| ---- | ---------- | ------------- | ------ | ------ |
|      | 美国联邦党 | 詹姆斯·麦迪逊 | 1,308  | 57.37  |
|      | 反联邦党   | 詹姆斯·门罗   | 972    | 42.63  |

### 各县结果
| 县               | 麦迪逊 | 票数 | 门罗   | 票数 |
| ---------------- | ------ | ---- | ------ | ---- |
| 阿尔伯马尔县     | 62.37% | 174  | 37.63% | 105  |
| 阿默斯特县       | 37.08% | 145  | 62.92% | 246  |
| 库尔佩珀县       | 71.31% | 256  | 28.69% | 103  |
| 弗卢万纳县       | 40.00% | 42   | 60.00% | 63   |
| 古奇兰县         | 49.81% | 132  | 50.19% | 133  |
| 路易莎县         | 64.77% | 228  | 35.23% | 124  |
| 奥兰治县         | 96.00% | 216  | 4.00%  | 9    |
| 斯波特夕法尼亚县 | 37.83% | 115  | 62.17% | 189  |

## 脚注
1. ↑  Ketcham，第57頁.
2. 1 2  Stagg.
3. 1 2  Preston.
4. ↑  Stewart，第892–893頁.
5. ↑  Unger，第79–82頁.
6. ↑  Labunski，第95, 108頁.
7. ↑  Burstein，第397頁.
8. ↑  Rives，第645–646頁.
9. ↑  Labunski，第120–121頁.
10. ↑  DeRose，第563–564頁.
11. ↑  Ammon，第75頁.
12. ↑  Bybee，第504–505頁.
13. ↑  Rives，第649–650頁.
14. 1 2  Rives，第651–652頁.
15. ↑  DeRose，第565頁.
16. ↑  Rives，第653–654頁.
17. ↑  Hunter，第782, 811頁.
18. ↑  DeRose，第567–568頁.
19. ↑  Labunski，第148頁.
20. 1 2  Slaughter，第148–149頁.
21. ↑  Rives，第654–655頁.
22. 1 2  Hunter，第794頁.
23. ↑  DeRose，第604頁.
24. ↑  Labunski，第151–153頁.
25. ↑  McGrath，第517–518頁.
26. ↑  Stewart，第912頁.
27. 1 2  Leibiger，第99頁.
28. ↑  McGrath，第519–520頁.
29. ↑  Hunter，第795頁.
30. ↑  Stewart，第913頁.
31. ↑  DeRose，第22–23頁.
32. 1 2  Labunski，第158–159頁.
33. 1 2  Hunter，第797頁.
34. ↑  Leibiger，第99–100頁.
35. ↑  Rives，第642頁.
36. ↑  DeRose，第592–594頁.
37. ↑  DeRose，第622–632頁.
38. ↑  Rives，第655–656頁.
39. ↑  Hunter，第796 n.50頁.
40. ↑  DeRose，第582–583頁.
41. ↑  Hunter，第788, 795頁.
42. ↑  Leibiger，第399–400頁.
43. ↑  Leibiger，第146頁.
44. ↑  Labunski，第155–156頁.
45. ↑  McGrath，第521頁.
46. ↑  Stewart，第914頁.
47. ↑  DeRose，第590–591頁.
48. ↑  Ammon，第76, 592頁.
49. 1 2  DeRose，第603–604頁.
50. ↑  Hunter，第792頁.
51. ↑  Hunter，第800頁.
52. ↑  DeRose，第612–613頁.
53. ↑  DeRose，第610–614頁.
54. ↑  Stewart，第914–915頁.
55. ↑  McGrath，第522頁.
56. 1 2  Morgan，第148頁.
57. ↑  Stewart，第916頁.
58. ↑  DeRose，第622頁.
59. ↑  DeRose，第647–650頁.
60. 1 2  Hunter，第798頁.
61. ↑  Hunter，第802頁.
62. 1 2 3  Morgan，第149頁.
63. ↑  DeRose，第638–644頁.
64. ↑  Labunski，第152頁.
65. ↑  DeRose，第653–654頁.
66. ↑  Labunski，第173–174頁.
67. ↑  DeRose，第657–664頁.
68. ↑  DeRose，第659–664頁.
69. ↑  Ammon，第77頁.
70. ↑  DeRose，第665頁.
71. ↑  Labunski，第154–155頁.
72. ↑  Labunski，第155頁.
73. ↑  Stewart，第919頁.
74. ↑  Stewart，第921頁.
75. ↑  Unger，第84–86頁.
76. ↑  Hunter，第806頁.
77. ↑  Unger，第84頁.
78. ↑  DeRose，第587頁.
79. ↑  DeRose，第25–26頁.
80. ↑  DeRose，第23頁.
81. 1 2  Hunter，第804頁.